# Hans Ahrbeck
Hans Ahrbeck (* 19. Mai 1890 in Linden; † 1. April 1981 in Halle (Saale)) war ein deutscher Erziehungswissenschaftler und Pädagoge. Er war von 1946 bis 1958 Hochschullehrer an der Martin-Luther-Universität Halle.

## Leben
Der Sohn eines Apothekers Hans Ahrbeck studierte nach dem Abitur am Kaiserin-Augusta-Victoria-Gymnasium in Linden Germanistik, Geschichte, Theologie und Philosophie in Leipzig, Gießen und Göttingen. Von 1915 bis 1918 kämpfte er im Ersten Weltkrieg und erhielt das Eiserne Kreuz II. Klasse. Eine ihm angebotene Offizierslaufbahn lehnte er ab.
1919 setzte Ahrbeck sein Studium fort und wurde Mitglied der Freien Studentenschaft. Er begann, sich politisch zu engagieren und war nebenbei Lehrer in Arbeiterkursen. 1920 legte er das Staatsexamen als Gymnasiallehrer ab und lehrte am Elisabeth Rosenthal-Lyzeum, einer privaten Mädchenschule in Magdeburg. 1925 wurde er mit einer Arbeit über Wilhelm Raabe in Göttingen promoviert.
Ab 1926 unterrichtete Ahrbeck an der Lessing-Oberschule in Magdeburg-Sudenburg. 1929 wurde er Dozent und 1930 als Professor für Deutsch an die Pädagogische Akademie in Breslau berufen. 1932 wurde er Professor an der Pädagogischen Akademie in Halle (Saale). Nach der Zwangsschließung 1933 wurde Ahrbeck Studienrat und lehrte bis 1937 am Studienseminar. Da er die Mitgliedschaft in der Nationalsozialistischen Deutschen Arbeiterpartei (NSDAP) verweigerte und Verbindungen zur Bekennenden Kirche unterhielt, hatte Ahrbeck nach der Machtübernahme der Nationalsozialisten mit Repressionen und Benachteiligungen zu kämpfen. 1944 und 1945 wurde er von der Geheimen Staatspolizei (Gestapo) überwacht.
Nach dem Zweiten Weltkrieg wurde Ahrbeck Oberschulrat von Magdeburg und ab 1946 Professor mit Lehrstuhl für Erziehungswissenschaften an der Martin-Luther-Universität Halle. 1949 wurde er Dekan der Pädagogischen Fakultät und nach deren Auflösung Direktor des Institutes für Pädagogik. Zum 1. Januar 1958 wurde Ahrbeck gegen das Votum der Philosophischen Fakultät in den Ruhestand versetzt.
Er war seit 1962 verheiratet mit Rosemarie Ahrbeck.